# 恋に気づいた夜
「恋に気づいた夜」（こいにきづいたよる）は、TOKIOの20作目のシングルである。2000年9月13日にSony Recordsからリリースされた。

## 解説
次作「どいつもこいつも/ボクの未来」からは、移籍したユニバーサルミュージックからマキシシングルでのリリースのため、TOKIOにとってソニー・ミュージックエンタテインメント（Sony Records）から最後のリリース、8cm CDシングルでの最後のリリース作品でもある。前作「みんなでワーッハッハ!/愛はヌード」同様、つんく♂からの楽曲提供となった。なお、TOKIOのシングルで唯一のTOP10圏外となった作品である。

## 収録曲
※全作詞・作曲：つんく
1. 恋に気づいた夜
編曲：高橋諭一、ストリングス編曲：村山達哉
  - TBS系『ガチンコ!』エンディングテーマ[4]
  - TBS系『ガチンコ!』"ファイトクラブ" 応援歌[1]
2. OH! IT'S TRUE LOVE
編曲：鈴木俊介
3. 恋に気づいた夜（Backing Track）